# 니콜라이 포먈롭스키

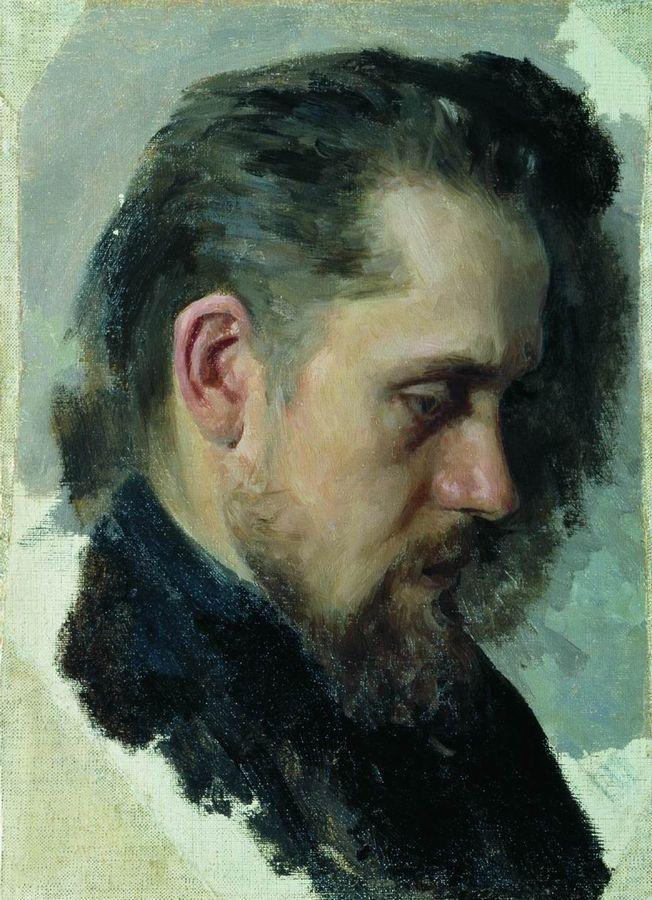
1860년 초상화

니콜라이 포먈롭스키(러시아어: Никола́й Гера́симович Помяло́вский, 1835년 4월 23일 ~ 1863년 10월 17일)는 러시아 소설가이다.
가난한 사제보(司祭補)의 집안에 태어났다. 장편 <소시민의 행복>(1861), <몰로토프>(1861)에서 잡계급의 혁명적 민주주의자의 리얼한 형상을 그려 유명해졌다.
자전적 요소가 강한 대표작 <신학교의 기록>(1862-63)은 잔혹하고 무지한 교사가 관리하는 신학교의 추악상을 학생의 회색(灰色) 생활을 통해 폭로한 작품이다.